# Mather Brown
Mather Brown, baptisé le 11 octobre 1761 à Boston et mort le 25 mai 1831 à Londres, est un peintre américain.

## Galerie

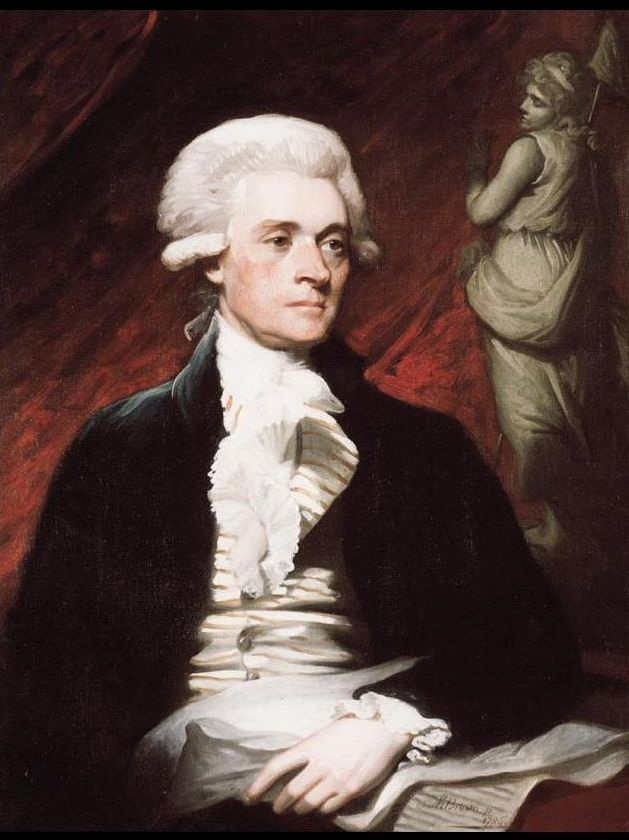
Portrait de Thomas Jefferson en 1786.
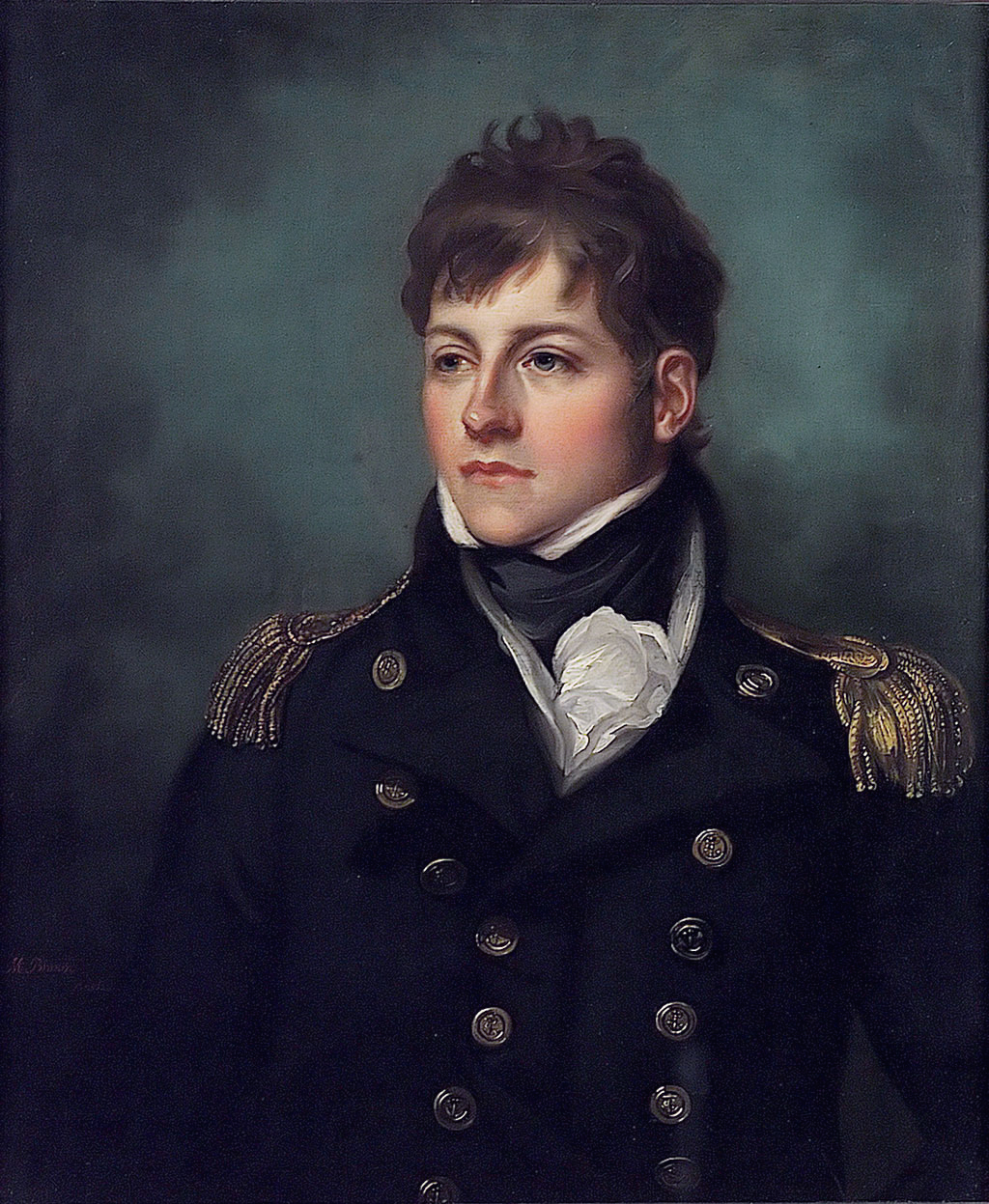
Portrait de George Miller Bligh.